# 7,5 cm fältpjäs m/1965

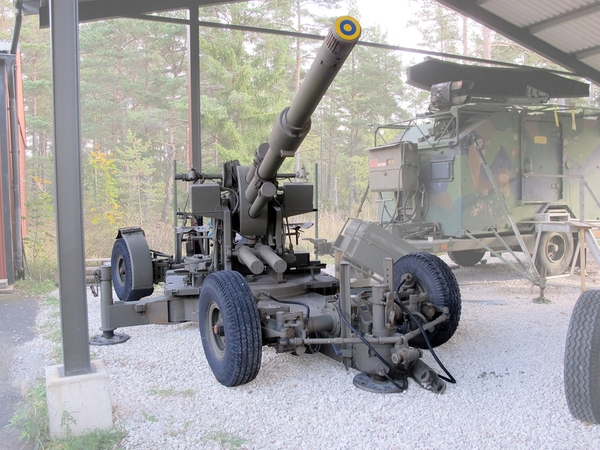
7,5 cm fältpjäs m/65

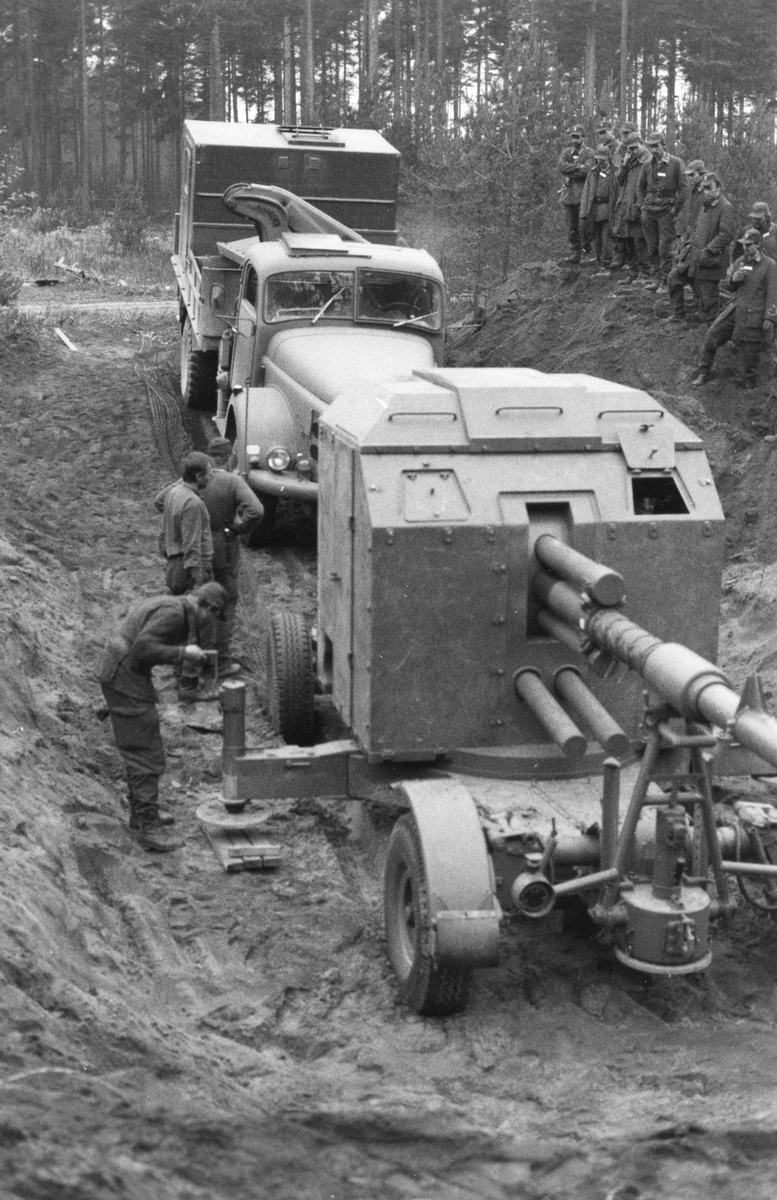
7,5 cm fältpjäs m/65 med monterat pansarskydd.

7,5 cm fältpjäs m/65 var en fordonsdragen artilleripjäs som ingick i kustartilleriets rörliga spärrbataljoner, vilka sattes upp i slutet av 1960-talet med tre pjäser per batteri. Pjäsen riktas manuellt efter skjutdata från ballistikräknaren, som med skjutdata från Arte 719-systemet beräknar korrigering för pjäsparallax och presenterar resultatet på pjäsens nollvisarinstrument.
Eftersom grupperingen oftast var nära strandlinjen försågs pjäserna med en splitterskyddad överbyggnad som monterades i sektioner efter gruppering. Pjäsen kunde även bogseras med skyddet monterat, även om lavetten inte var konstruerad för att hantera belastningen. Med en väl utbildad besättning kunde omläggning mellan kör- till skjutläge och tvärtom göras på dryga två minuter, montering eller demontering av skyddet ej inräknat.
Utbildningen skedde på KA 2 i Karlskrona fram till 1980. 1985 avfördes systemet från krigsorganisationen.